# Orthosiphon aristatus
Il tè di Giava (Orthosiphon aristatus (Blume) Miq.) è una specie di pianta perenne e medicinale, appartenente al genere Orthosiphon e alla famiglia delle Lamiaceae. Originario della Cina meridionale, subcontinente indiano, Sud-est asiatico e nel Queensland tropicale, viene coltivato in Georgia, Vietnam, Indonesia e Australia. Per la forma dei suoi filamenti, la pianta è conosciuta con nomi che significano baffi di gatto, kumis kucing in Indonesia, misai kucing in Malaysia e cat's whiskers nei Paesi anglofoni, dove viene chiamata anche Java tea.

## Descrizione

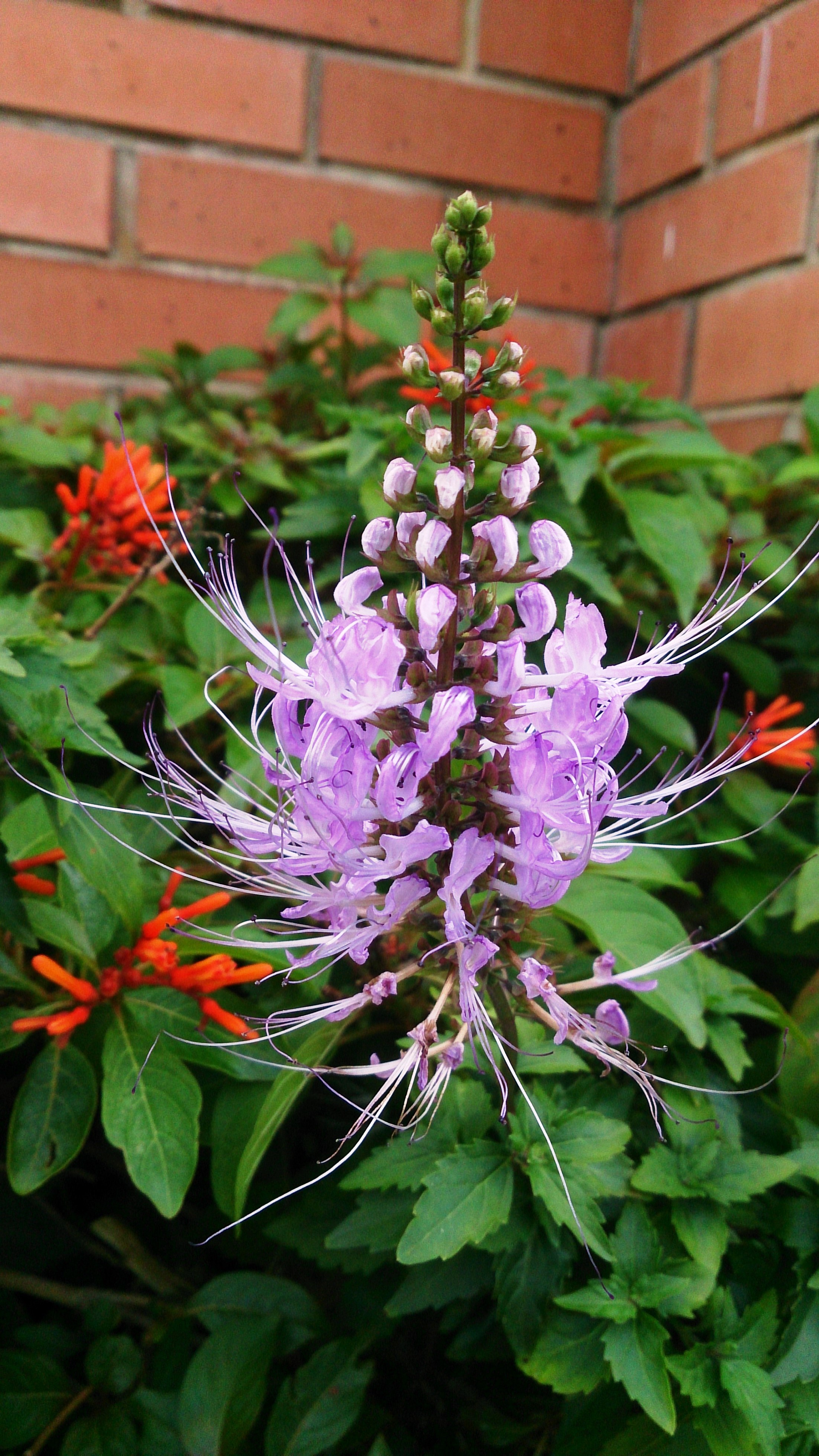

La pianta può arrivare a 80 centimetri di altezza, le foglie sono dentate opposte con abbondante peluria e poggiano su un picciolo corto. I piccoli fiori tubolari di colore bianco o lilla sono uniti in grappoli oblunghi e presentano lunghi filamenti dello stame particolarmente sporgenti. Questi speciali filamenti sono la caratteristica principale della pianta e, data la loro somiglianza ai baffi del gatto, costituiscono il motivo per cui la pianta viene chiamata con il nome comune "baffi di gatto" in diverse lingue.

## Varietà
La pianta si trova nelle varietà Orthosiphon aristatus aristatus, la più diffusa, e Orthosiphon aristatus velteri (Suddee e Paton).

## Usi

### Fitoterapia
L'Orthosiphon aristatus viene usato in fitoterapia soprattutto come diuretico, nel qual caso va assunto assicurandosi un abbondante apporto di liquidi. Il dosaggio va opportunamente aggiustato nel caso sia assunto contemporaneamente con farmaci diuretici o cardiovascolari. Viene usato anche come anti-allergenico, anti-ipertensivo e anti-infiammatorio, depuratore, anti-batterico, colagogo (facilita la secrezione biliare verso l'intestino) e leggero antispasmodico. Si utilizza per prevenire gotta, ipertensione, reumatismi, cistite, calcolosi delle vie urinarie, problemi a fegato, reni e vescica urinaria. È controindicato per chi soffre di insufficienza cardio-renale.
A Giava foglie e steli di Orthosiphon aristatus e di altre specie di Orthosiphon vengono essiccate con lo stesso procedimento utilizzato per la produzione del tè, ottenendo così il tè di Giava da somministrare in infusione. Altri tipi di somministrazione che si trovano in commercio sono capsule, polvere e la tintura madre, preparata con l'essiccazione e un solvente idro-alcolico a 68°.